# Lomaptera bretoni
Lomaptera bretoni är en skalbaggsart som beskrevs av Rigout 1997. Lomaptera bretoni ingår i släktet Lomaptera och familjen Cetoniidae. Inga underarter finns listade i Catalogue of Life.